# Sovere
Sovere é uma comuna italiana da região da Lombardia, província de Bérgamo, com cerca de 4.910 habitantes. Estende-se por uma área de 17,79 km², tendo uma densidade populacional de 289 hab/km². Faz fronteira com Bossico, Cerete, Endine Gaiano, Gandino, Lovere, Pianico, Solto Collina.

## Demografia
| Variação demográfica do município entre 1861 e 2011                               |
|                                                                                   |
| Fonte: Istituto Nazionale di Statistica (ISTAT) - Elaboração gráfica da Wikipedia |